# Gyllebo slott
Gyllebo slott, Gyllebohus är ett slott och borgruin i Östra Vemmerlövs socken i Simrishamns kommun.
Ruinerna härstammar från den 1500-talsborg som byggdes av Laurids Lauridsen Knob 1538–1544. Borgen brann flera gånger, sista gången i början av 1700-talet. Den bildade en fyrkant omgiven av Gyllebosjön och en vallgrav. Den var uppförd av gråsten med en inre borggård och var en av de största borgarna i Skåne. Det nuvarande slottet byggdes i nyklassisk stil 1813–1818 av Hedvig Sofia Schönström.

## Historia
Gyllebo är en mycket gammal egendom, som enligt uppgift har fått sitt namn efter släkten Gylte från Schleswig. På 1600-talet kom det som ett av Bornholms vederlagsgods till svenska kronan. Det utarrenderades tills borggreven i Malmö, Gilius Ehrenberg, köpte det omkring 1670. På 1700-talet ägdes det av överstelöjtnant Olof Dagström, dömd till livstids fängelse för högmålsbrott. 
Efter Christina Beata Dagströms död 1754 tillföll Gyllebo släkten Schönström. Efter att ha gått i arv i flera hundra år såldes slottet 1904 till den belgiske löjtnanten Marthe. Gyllebo bytte därefter ägare ett flertal gånger fram till 1927. Då avstyckades en stor del av marken till egnahem. Landstinget i Kristianstads län köpte slottet och gjorde det till sjukhem. Sjukhemmet stängdes 1971 och på 1980-talet sålde landstinget slottet till privata ägare. Efter flera ägarbyten köptes Gyllebo 2001 av nuvarande ägarfamiljen Björklund.

### Övrigt
Några scener ur filmen Ägget är löst spelades in 1974 på Gyllebo Slott.